# Tara (Saga)
Tara (jap. 太良町 Tara-chō) – miasto w Japonii, na wyspie Kiusiu, w prefekturze Saga. Według danych na rok 2020 miejscowość zamieszkiwało 8 121 mieszkańców , a gęstość zaludnienia wyniosła 109,3 os./km².